# Nowosiółki (Sławatycze)
Pour les articles homonymes, voir Nowosiółki.
Nowosiółki (prononciation : [nɔvɔˈɕuu̯kʲi]) - (Ukrainien: Новосілки, Novosilky) est un village polonais de la gmina de Sławatycze dans le powiat de Biała Podlaska de la voïvodie de Lublin dans l'est de la Pologne, à la frontière avec la Biélorussie.
Le village comptait approximativement une population de 134 habitants en 2013.

## Histoire
De 1975 à 1998, le village est attaché administrativement à la voïvodie de Biała Podlaska.

Depuis 1999, il fait partie de la voïvodie de Lublin.